# Saint-Andéol-de-Clerguemort
Saint-Andéol-de-Clerguemort este o comună în departamentul Lozère din sudul Franței. În 2009 avea o populație de 98 de locuitori.

## Evoluția populației
| An        | 1975 | 1982 | 1990 | 1999 | 2006 | 2009 |
| --------- | ---- | ---- | ---- | ---- | ---- | ---- |
| Populație | 37   | 44   | 55   | 73   | 85   | 98   |